# 社会神経科学
社会神経科学（しゃかいしんけいかがく、英語：social neuroscience）は、神経科学と社会科学の両アプローチを相補的に取り入れた学際的分野であり、ヒトの社会的・情動的側面を分析する。ヒトは元来、群れで生存する社会的動物である。社会性の種であるホモサピエンスは、個を超えた構造－夫婦、家族、都市、国家、文化－を形成する。このような群の形成は、神経・ホルモンの作用が加わることで徐々に進化した。そこから生じる社会行動が、個の生存、繁殖、子孫養育をもたらすからである。社会神経科学では、社会的プロセスや行動の基盤となる生物学的仕組みを解明し、その理論を発展させる。「社会神経科学」という用語は1992年にJohn CacioppoとGary Berntsonにより最初に用いられた。まだ若い分野である社会神経科学は、脳と社会関係に焦点を当てた、感情神経科学や認知神経科学とも密接に関連している。

## 概要
社会神経科学は、21世紀の神経科学の最重要課題の一つ、『社会的プロセスと行動の基盤となる生物学的メカニズム』を研究する。生物学的概念と方法論を用いて、社会行動に関する理論を構築し、その神経基盤や機能に関する理解をさらに深めることを目指している。
20世紀には、社会的プロセスを生物学的システムは相容れないものと捉えられていた。しかし最近の科学の発展により、社会科学と生物学の統合という新しい試みが展開されるようになった。まだ若い分野である社会神経科学は、社会分野と生物学分野を網羅する異なる水準（例えば、分子、細胞、組織、個体、関係性、群、社会）間の相補的関連が重要であるとみなし、様々な角度から人間の心と行動が生み出されるメカニズムを研究する。
社会神経科学では、機能的脳画像、TMS、事象関連電位、心電図、筋電図、皮膚電位反応、脳損傷患者研究など、多くの手法を用いて神経学的プロセスと社会的プロセスが重なりあう部分を研究する。

## 社会神経科学ジャーナル
- Social Neuroscience - 2006年3月創刊
- Social Cognitive and Affective Neuroscience - 2006年6月創刊
- The Journal of Personality and Social Psychology (JPSP) の2003年10月号にspecial section on Social Neuroscience を刊行
- Neuropsychologia 2003年に社会神経科学の特集号を刊行
- The Journal of Cognitive Neuroscience に社会神経科学を特集した臨時号がある。例：2004年10月号special issue on Social Neuroscience
- NeuroImage は2005年10月号にSpecial Section on Social Cognitive Neuroscienceを刊行
- Psychophysiologyに社会神経科学を扱った論文が掲載されている。
- Biological Psychologyに社会神経科学に関する研究が多数掲載されている。

## 主要論文
- Brune, M., Ribbert, H., & Schiefenhovel, W. (2003). The social brain: Evolution and pathology. Hoboken, NJ: Wiley & Sons Ltd.
- Cacioppo, J.T. (2002). "Social neuroscience: Understanding the pieces fosters understanding the whole and vice versa." American Psychologist, 57, 819-831.
- Cacioppo, J. T., & Berntson, G. G.  (1992).  Social psychological contributions to the decade of the brain:  Doctrine of multilevel analysis.  American Psychologist, 47, 1019-1028.
- Cacioppo, J.T., Berntson, G.G., Sheridan, J.F., & McClintock, M.K. (2000). "Multilevel integrative analyses of human behavior: social neuroscience and the complementing nature of social and biological approaches." Psychological Bulletin, 126, 829-843.
- Cacioppo, John T.; Gary G. Berntson (2004). Social Neuroscience: Key Readings,. Psychology Press. ISBN 978-1-84169-099-5
- Cacioppo, John T.; Penny S. Visser, Cynthia L. Pickett (eds.) (2005). Social Neuroscience: People Thinking about Thinking People. MIT Press. ISBN 0-262-03335-6
- Harmon-Jones, E.; P. Winkielman (2007). Social Neuroscience: Integrating Biological and Psychological Explanations of Social Behavior. Guilford Press. ISBN 978-1-59385-404-1
- van Lange, P.A.M. (2006). "Bridging Social Psychology: Benefits of Transdisciplinary Approaches." Mahwah, NJ: Lawrence Erlbaum Associates.
- Wolpert, D. & Frith, C. (2004). "The Neuroscience of Social Interactions: Decoding, Influencing, and Imitating the Actions of Others." Oxford: Oxford University Press.